# Iván Zambrana
Jhonny Iván Zambrana Cruz (Huanuni, Bolivia; 17 de diciembre de 1961) es un ingeniero boliviano. Actualmente es el viceministro de Telecomunicaciones de Bolivia desde el 27 de junio de 2019, durante el tercer gobierno del presidente Evo Morales Ayma. Fue también el gerente ejecutivo de la Agencia Boliviana Espacial desde el 10 de febrero de 2010.

## Biografía
Iván Zambrana nació el 17 de diciembre de 1961 en el poblado minero de Huanuni del departamento de Oruro. Se trasladó a la ciudad de La Paz donde comenzó sus estudios escolares en 1967, saliendo bachiller del colegio Don Bosco el año 1979. 
Continuo con sus estudios profesionales, ingresando en 1980 a estudiar la carrera de Ingeniería Electrónica de la Universidad Mayor de San Andrés (UMSA). Se graduó como ingeniero de profesión el año 1986.
Iván Zambrana se especializó en estudios sobre telecomunicaciones en América Latina, Europa y Norteamérica. Durante su vida laboral y profesional, trabajo en varias empresas de telecomunicaciones tanto privadas como públicas.
El 10 de febrero de 2010, asumió el cargo de gerente ejecutivo de la Agencia Boliviana Espacial. Durante su gestión como gerente, se lanzó desde China a la órbita espacial el primer Satélite boliviano Tupac Katari.

### Viceministro de Telecomunicaciones de Bolivia (2019)
El 27 de junio de 2019, Iván Zambrana fue posesionado como el nuevo viceministro de telecomunicaciones de Bolivia por el ministro de obras públicas Oscar Coca.